# Hans Thaler (Architekt)
Hans Thaler war ein deutscher Architekt, der zwischen 1885 und 1914 in München lebte und arbeitete.

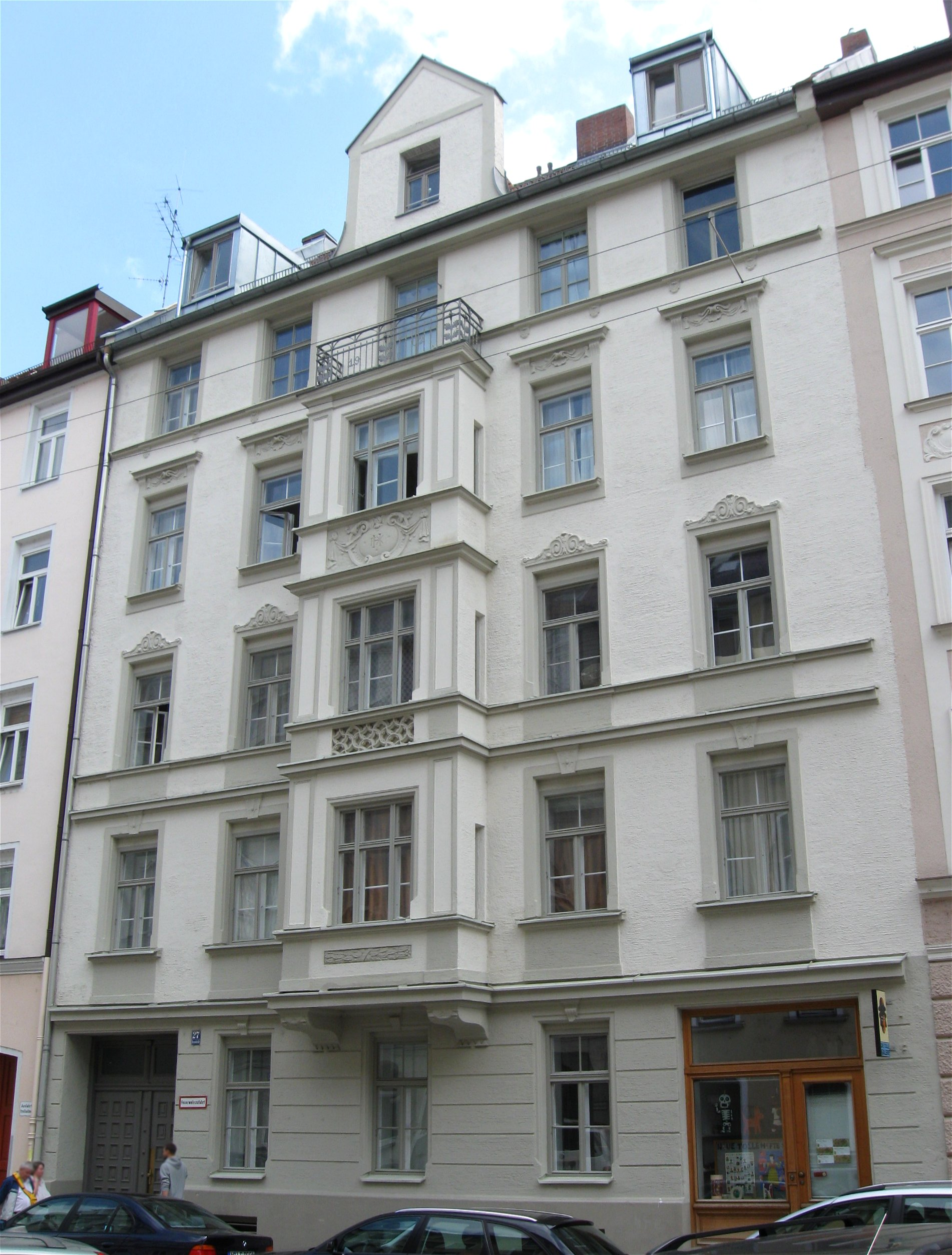
Wohnhaus an der Dreimühlenstraße (1902), Neurenaissance

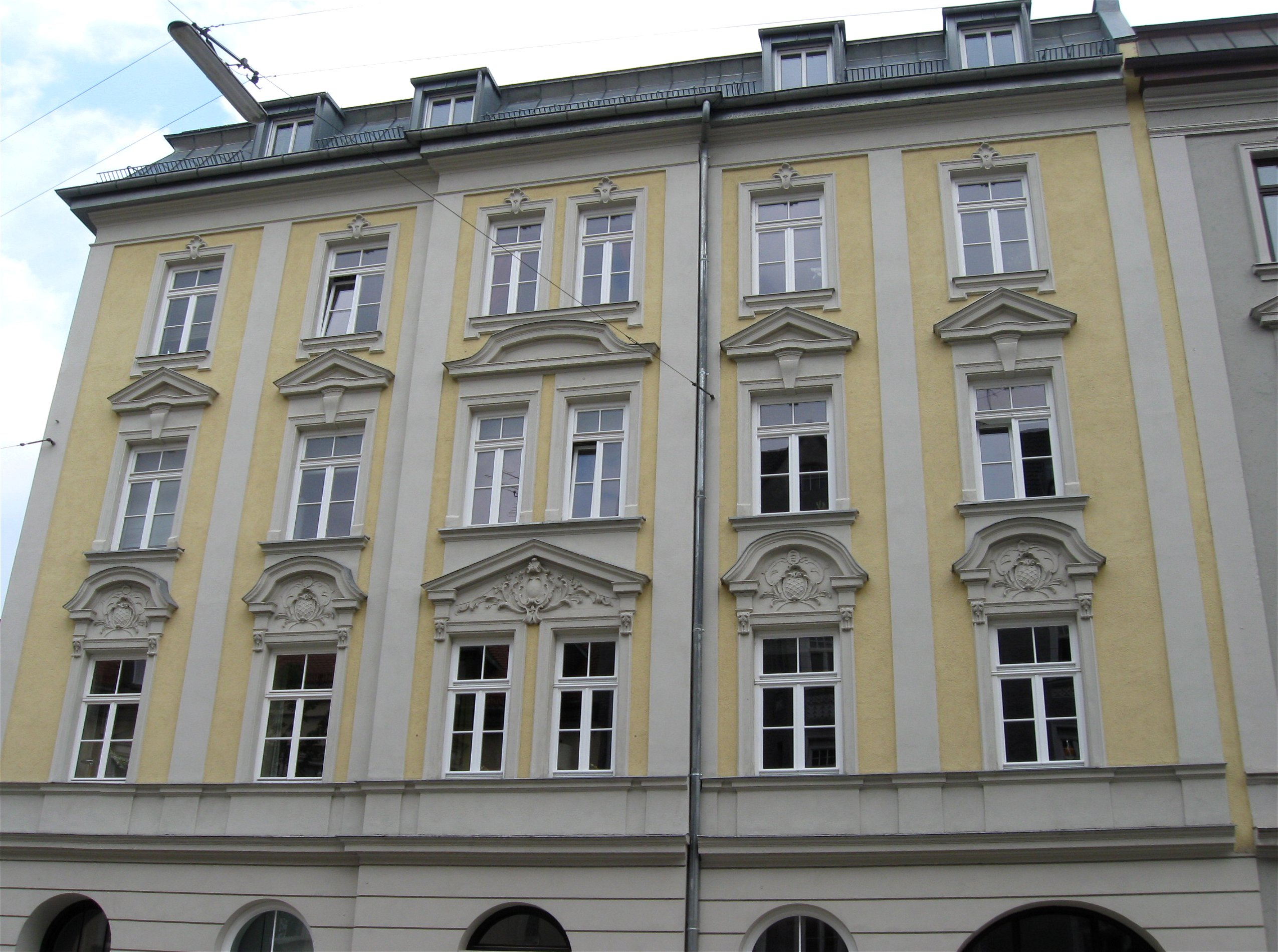
Wohnhaus an der Breisacher Straße (1897), Neubarock

## Bauten
Einige seiner Gebäude aus der Epoche des Historismus, insbesondere Mehrfamilienwohnhäuser, sind erhalten und stehen heute unter Denkmalschutz; die Münchner Denkmalliste weist 53 Bauten von Thaler aus. Viele Gebäude von ihm finden sich in der Denkmalliste des Stadtteils Isarvorstadt.
Thaler entwarf überwiegend im Stil der Neurenaissance und des Neubarock, auch Einflüsse des Jugendstils sind abzulesen.